# Alfonso Botti
Alfonso Botti (Loreto, 27 giugno 1953) è uno storico italiano.

## Biografia

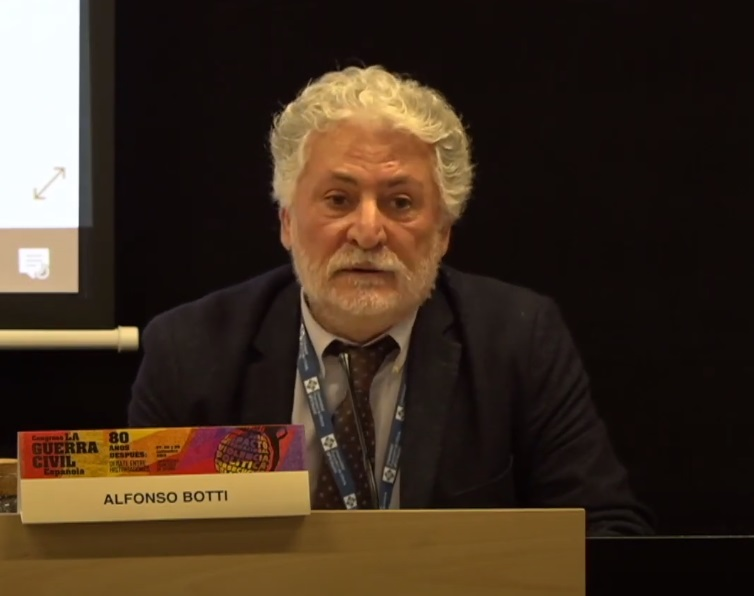
(Alfonso Botti) Conferencia de Clausura

Alfonso Botti (Loreto, 27 giugno 1953) è uno storico dell’età contemporanea, ispanista e accademico italiano. È stato ricercatore e professore associato di Storia contemporanea presso l’Università degli studi di Urbino, poi professore ordinario presso l’Università di Modena e Reggio Emilia. Come docente a contratto ha insegnato nell’Università di Trieste e nell’Università Cattolica del S. Cuore di Milano. Tra i fondatori, nel 1992, della rivista semestrale Spagna contemporanea, ne è stato fin dall’inizio condirettore assieme a Claudio Venza, poi direttore. Dal 2015 è condirettore di Modernism che esce per i tipi della Morcelliana. Nel 2016 è stato tra i promotori dell’Asociación Española de Historia Religiosa Contemporánea (AEHRC). Presente nei Comitati scientifici di numerose riviste storiografiche spagnole, è stato visiting professor in varie università spagnole e presso l’Universidad Nacional de Colombia, sede di Bogotá. I suoi interessi scientifici vertono sui molteplici intrecci tra cattolicesimo, antisemitismo, nazionalismi e modernità in ambito europeo e latino americano nel XIX e XX secolo.

## Opere
- Religione, questione cattolica e Dc nella politica comunista (1944-45), Rimini, Maggioli, 1981
- La Spagna e la crisi modernista. Cultura, società civile e religiosa tra Otto e Novecento, Brescia, Morcelliana, 1987 (ed. spagnola: España y la crisis modernista. Cultura, sociedad civil y religiosa entre los siglos XIX y XX, traduz. di E.E. Marcello, Universidad de Castilla-La Mancha, 2012)
- Nazionalcattolicesimo e Spagna nuova (1881-1975), Milano, Franco Angeli, 1992 (ed. spagn.: Cielo y dinero. El nacionalcatolicismo en España (1881-1975), Madrid, Alianza Editorial, 1992 e 2008)
- Giuseppe Prezzolini – Mario Missiroli, Carteggio (1906-1974), a cura e con introduzione di A. Botti, Roma, Edizioni di Storia e Letteratura – Dipartimento dell’Istruzione e cultura del Cantone Ticino, 1992
- Romolo Murri e l’anticlericalismo negli anni de “La Voce”, Urbino, Quattro Venti, 1996
- La questione basca. Dalle origini allo scioglimento di Batasuna, Milano, Bruno Mondadori, 2003
- Storia della Spagna democratica. Da Franco a Zapatero (in collaborazione con C. Adagio), Milano, Bruno Mondadori, 2006
- Le patrie degli spagnoli. Spagna democratica e questioni nazionali (1975-2005), a cura di A. Botti, Milano, Bruno Mondadori, 2007
- L’ultimo franchismo tra repressione e premesse della transizione(1968-75), a cura di  A. Botti e M. Guderzo, Soveria Mannelli, Rubbettino, 2009
- Clero e guerre spagnole in età contemporanea (1808-1939), a cura di Alfonso Botti, Soveria Mannelli, Rubbettino, 2011
- Luigi Sturzo e gli amici spagnoli. Carteggi (1924-1951), a cura di, Soveria Mannelli, Rubbettino, 2012
- La Spagna di Rajoy, a cura di A. Botti e B.N. Field, Bologna, il Mulino, 2013 (ed. statunitense: Politics and Society in Contemporary Spain. From Zapatero to Rajoy, Bonnie. N. Field & Alfonso Botti eds., New York, Palgrave MacMillan, 2013)
- Católicos y patriotas. Iglesia y nación en la Europa de entreguerras,  A. Botti, F. Montero, A. Quiroga eds., Madrid, Silex, 2013
- Ispanismo internazionale e circolazione delle storiografie negli anni della democrazia spagnola (1978-2008), A. Botti, M. Cipolloni, V. Scotti Douglas eds., Soveria Mannelli, Rubbettino, 2014
- Public History. Discussioni e pratiche, P. Bertella Farnetti, L. Bertucelli e A. Botti eds., Milano-Udine, Mimesis, 2017
- La laicità dei cattolici. Francia, Spagna e Portogallo sul declinare del XX secolo, a cura di I. Biagioli e A. Botti, Roma, Viella, 2018
- Luigi Sturzo e la guerra civile spagnola, Brescia, Morcelliana, 2019 (ed. spagn. Con la Tercera España, Luigi Sturzo, la Iglesia y la Guerra Civil española, Madrid, Alianza, 2020)
- Historia de las “terceras Españas” (1932-2022), Valencia, Publicaciones de la Unviersidad de Valencia, 2023